# Euceropsila compacticornis
Euceropsila compacticornis är en insektsart som beskrevs av Boulard 1979. Euceropsila compacticornis ingår i släktet Euceropsila och familjen hornstritar. Inga underarter finns listade i Catalogue of Life.